# Linden (Wisconsin)
Linden è un villaggio degli Stati Uniti d'America, situato in Wisconsin, nella contea di Iowa.